# Owen Ridge
Die Owen Ridge ist ein hoch aufragender und schroffer Gebirgszug im westantarktischen Ellsworthland. Er bildet den südwestlichen Ausläufer der Sentinel Range des Ellsworthgebirges und erstreckt sich in südsüdöstlicher Richtung über eine Länge von 35 km. Höchste Erhebung ist Mount Strybing mit 3200 m. Weitere Gipfel sind Mount Southwick und der Lishness Peak.
Der United States Geological Survey kartierte ihn anhand eigener Vermessungen und mittels Luftaufnahmen der United States Navy zwischen 1957 und 1960. Das Advisory Committee on Antarctic Names benannte den Gebirgszug 1974 nach Thomas B. Owen, stellvertretender Leiter für nationale und internationale Forschungsprogramme der National Science Foundation.